# Allgemeiner Deutscher Motorsport Verband
Der Allgemeine Deutsche Motorsport Verband (ADMV) ist ein seit Juni 1957 bestehender Motorsportverband mit Sitz in Berlin.

## Geschichte
Gegründet wurde der ADMV am 2. Juni 1957 im damaligen Ost-Berlin als Dachverband für den Motorsport in der DDR. An der Gründungsversammlung im Eichensaal des Berliner Zentralen Hauses der Gesellschaft für Deutsch-Sowjetische Freundschaft nahmen 64 Delegierte teil, im Wesentlichen Motorsport-Funktionäre und Spitzensportler. Der ADMV war damit der nationale Dachverband für Automobilsport, Motorradsport und Motorwassersport und bis zum Jahr 1990 ordentliches Mitglied bei der FIA, der FIM und der U.I.M. Im ADMV waren alle Motorsportclubs und -vereine der DDR, soweit sie zugelassen waren, zusammengeschlossen.
Das Logo des ADMV wurde erst nach der Gründung des Verbandes aus Vorschlägen von Mitgliedern und Sportlern ausgewählt. Die schon vorher existierende Zeitschrift Illustrierter Motorsport (Sportverlag Berlin) wurde Mitteilungsorgan des Verbandes.

Logo des ADMV mit Staatswappen der DDR (bis 1990)

### Präsidium 1957
Das erste Präsidium war wie folgt besetzt:
| - Egbert von Frankenberg (Präsident) - Rolf Hermann (Vizepräsident) - Gunter Trebing (Vizepräsident) - Heino Weiprecht (Vizepräsident) - Ludwig Woitina (Vizepräsident) - Gerhard Proft (Schatzmeister) - Ernst Witt (Syndikus) - Willi Grallert (Generalsekretär) - Willi Elstner (Mitglied) | - Manfred von Brauchitsch (Sportpräsident) - Alfred Hartmann (Vorsitzender der Kommission Automobilsport) - Paul Lessner (Vorsitzender der Kommission Motorboot) - Walter Gimpel (Vorsitzender der Kommission Motorradsport) - Horst Scholtz (Vorsitzender der Kommission Technik) - Fritz Bauer (Vorsitzender der Kommission Touristik) - Horst Schlimper (Vorsitzender der Kommission Verkehr und Zoll) - Edmund Thiele (Vorsitzender der Pressekommission) - Eugen Bieberle (Ex-Rennfahrer) |

Horst Schlimper war später Vizepräsident und wurde auf dem Verbandstag am 29. April 1978 zum Präsidenten gewählt.

### Nach dem Ende der DDR
Der ADMV wurde nach der Wende als partei-fern eingestuft und nicht abgewickelt. Seit dem 22. Mai 1990 ist der ADMV ein eingetragener Verein (e. V.) und besitzt den Status eines Verbandes. Als solcher ist der ADMV heute neben ADAC, AvD und DMV Mitglied im DMSB. Der ADMV ist im Wesentlichen in den neuen Bundesländern – dem Gebiet der früheren DDR – tätig und mit ca. 7000 Mitgliedern einer der kleineren Verbände im DMSB. Präsident des ADMV ist der ehemalige Rallyefahrer Frank Milde aus Vogelsdorf. Sportpräsident des ADMV ist Bernd Sagart.
Der ADMV ist Ausrichter der ADMV Rallye Meisterschaft, des ADMV Rallye Pokal, ADMV Classic Cups, ADMV Zweirad-Meisterschaft und anderer Serien auch im lizenzfreien Breitensportbereich.

## Sport bis 1990

### Automobilsport
Bekannte Automobilrennfahrer des ADMV sind z. B.: Manfred Günther, Heinz Melkus, Ulli Melkus, Peter Mücke, Helga Steudel.

### Motorradsport
Fahrer des ADMV waren im Motorrad-Geländesport (Enduro) sehr erfolgreich, in den 1960er Jahren bei den Internationalen Sechstagefahrten (Six Days), in den 1970er und 1980er Jahren bei den Einzel-Europameisterschaften.
→ Siehe auch Internationale Sechstagefahrt, Enduro-Europameisterschaft

### Motorwassersport
Der ADMV und seine Mitgliedsvereine haben auf vielen Flüssen und Seen in der DDR Motorbootrennen ausgetragen, darunter Titelkämpfe um Welt- und Europameisterschaften. Sportler des ADMV haben bis 1971 insgesamt 24 Welt- und Europameisterschaften errungen. Danach durften sie nicht mehr zu Titelveranstaltungen ins westliche Ausland reisen, weil nichtolympische Sportarten vom Staat grundsätzlich nicht mehr unterstützt wurden.
| Titel               | Klasse | Datum      | Veranstaltungsort  | Sieger              |
| ------------------- | ------ | ---------- | ------------------ | ------------------- |
| Europameisterschaft | OJ     | 01.09.1957 | Berlin-Grünau      | Raymond Kappner     |
| Europameisterschaft | E01    | 01.06.1958 | Dresden            | Herbert Leide       |
| Europameisterschaft | OJ     | 31.08.1958 | Berlin-Grünau      | Raymond Kappner     |
| Europameisterschaft | E01    | 05.07.1959 | Dessau             | Wolfgang Elsner     |
| Europameisterschaft | OJ     | 30.08.1959 | Berlin-Grünau      | Siegfried Lubnow    |
| Europameisterschaft | OC     | 23.07.1961 | Mora               | Herbert Nitsche     |
| Europameisterschaft | OJ     | 03.09.1961 | Berlin-Grünau      | Günter Seidel       |
| Europameisterschaft | OJ     | 16.09.1962 | Bad Saarow         | Hans Schulz         |
| Europameisterschaft | E01    | 21.07.1963 | Dessau             | Fritz Rüffer        |
| Europameisterschaft | OJ     | 15.09.1963 | Bad Saarow         | Hans Schulz         |
| Europameisterschaft | E01    | 18.05.1964 | Berlin-Grünau      | Fritz Rüffer        |
| Europameisterschaft | OA     | 06.09.1964 | Dessau             | Luigi dell’Orto     |
| Europameisterschaft | OJ     | 13.09.1964 | Bad Saarow         | Stig Fagerström     |
| Europameisterschaft | OA     | 23.05.1965 | Dresden            | Kurt Mischke        |
| Europameisterschaft | LX     | 27.05.1965 | Kriebstein         | Herbert Eichler     |
| Europameisterschaft | OJ     | 25.07.1965 | Dessau             | Dieter Schulze      |
| Europameisterschaft | OJ     | 16.05.1966 | Kriebstein         | Günter Wald         |
| Weltmeisterschaft   | OA     | 31.07.1966 | Dessau             | Joachim Conrad      |
| Europameisterschaft | LX     | 12.09.1966 | Bad Saarow         | Helmut Weise        |
| Europameisterschaft | LX     | 07.05.1967 | Kriebstein         | Gerhard Elliger     |
| Europameisterschaft | OA     | 09.07.1967 | Dessau             | Sven Hermansson     |
| Weltmeisterschaft   | LX     | 07.07.1968 | Dessau             | Carlo Casalini      |
| Europameisterschaft | OA     | 20.09.1968 | Mailand            | Peter Rosenow       |
| Weltmeisterschaft   | OA     | 29.06.1969 | Roudnice           | Bernd Beckhusen     |
| Weltmeisterschaft   | LX     | 31.08.1969 | Dessau             | Rudolf Köninger     |
| Europameisterschaft | OJ     | 21.09.1969 | Schneeberg         | Klaus Driefert      |
| Weltmeisterschaft   | OA     | 19.07.1970 | Cajarc             | Peter Rosenow       |
| Europameisterschaft | OJ     | 09.08.1970 | Komárno            | Klaus Driefert      |
| Weltmeisterschaft   | R1     | 20.09.1970 | Kriebstein         | Konrad von Freyberg |
| Weltmeisterschaft   | OC     | 27.06.1971 | Antwerpen          | Herbert Leide       |
| Europameisterschaft | OA     | 19.07.1971 | Villeneuve-sur-Lot | Peter Rosenow       |
| Europameisterschaft | OJ     | 05.09.1971 | Bad Saarow         | Klaus Driefert      |

Klassen: Rennbootklassen mit Außenbordmotor: OJ bis 175 cm³, OA bis 250 cm³, Rennbootklassen mit Innenbordmotor bis 1000 cm³: LX, ab 1970 R1, Sportbootklassen mit serienmäßigem Innenbordmotor bis 900 cm³: E01